# Isolotto di Porto Ercole
Isolotto di Porto Ercole is een klein Italiaans eiland voor de westkust van Toscane. Het ligt in de Tyrreense Zee. Het heeft een langgerekte vorm en een oppervlakte van 6,3 ha. Het ligt ruim een kilometer ten zuiden van de havenplaats Porto Ercole (gemeente Monte Argentario), ongeveer 300 meter van de kust verwijderd. Het wordt tot de Toscaanse Archipel gerekend. Het is onbewoond, maar wordt regelmatig bezocht door jagers, boswachters en biologen.
Op het eiland zit een kolonie Audouins meeuwen. Konijnen graven echter vele holen in het eiland, waardoor menig meeuwennest verstoord wordt. Met behulp van honden wordt er daarom jacht gemaakt op de konijnen. Een recente poging om de zwarte rat op het eiland uit te roeien was niet succesvol; de soort heeft in ieder geval voor snelle herbevolking gezorgd.

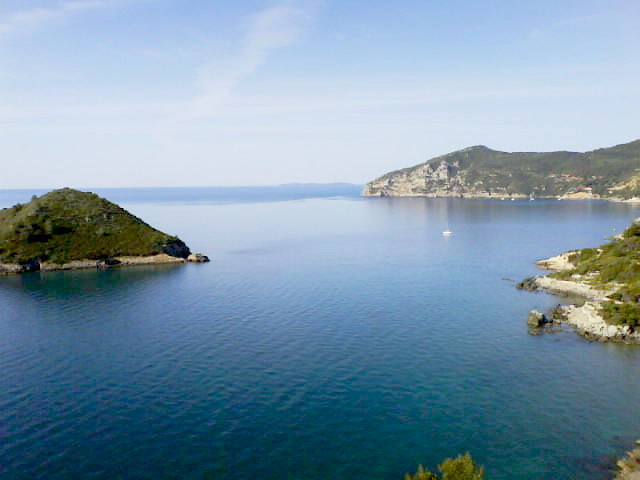
Zuidoostkust van de Monte Argentario met links Isolotto di Porto Ercole